# Bulbophyllum longissimum
Bulbophyllum longissimum es una especie de orquídea epifita originaria de Nueva Guinea.    

## Descripción
Es una  orquídea de tamaño pequeño a mediano, de crecimiento cálido con hábitos de epífita con pseudobulbos cónicos, enfundados que llevan una hoja subsésil solitaria, apical, oblonga, coriácea. Florece en el invierno en una inflorescencia erecta o colgante, de 20 cm de largo con 5 a 10 flores, en umbela apical, con flores fragantes de corta duración.

## Distribución y hábitat
Se encuentra en   Tailandia, Birmania, Borneo y Malasia en elevaciones más bajas.   

## Taxonomía
Bulbophyllum longissimum fue descrita por (Ridl.) J.J.Sm.  y publicado en Bulletin du Jardin Botanique de Buitenzorg, sér. 2, 8: 25. 1912.
Etimología
Bulbophyllum: nombre genérico que se refiere a la forma de las hojas que es bulbosa.
longissimum: epíteto latino que significa "el más grande".
Sinonimia
- Cirrhopetalum longissimum Ridl.	[3][4]